# Gallhof (Meerbeck)
Der Gallhof ist eine ehemalige Wasserburg der Grafen von Schaumburg-Holstein östlich des Ortsteils Volksdorf der Gemeinde Meerbeck im niedersächsischen Landkreis Schaumburg.
Der Burganlage Gallhof wird erstmals 1332 noch als „curia“ erwähnt, als Graf Adolf von Schaumburg-Holstein den Hof seiner Gattin als Leibgedinge überschrieb. 1410 diente der Gallhof erneut als Leibgedinge für eine Gräfin von Schaumburg. Die Anlage war bis 1973 im Besitz der Grafen von Schaumburg-Lippe.
Das heutige Herrenhaus steht auf einer 45 × 35 m großen, leicht erhöhten Burginsel, die von einer 10 m breiten Gräfte umgeben ist. Das einfache, aber qualitätsvoll ausgeführte Fachwerkgebäude stammt aus dem Jahr 1670. Das Herrenhaus soll auf den Grundmauern eines Wohnturmes stehen. 1643 war die Anlage mit einer Palisade befestigt.